# Az állatok és növények megváltozása a háziasítás állapotában
Az állatok és növények megváltozása a háziasítás állapotában című könyvet Charles Darwin írta, és legelőször 1868. január 30-án jelent meg.
A könyv nagy részében az állatok és növények háziasításáról közöl részletes információkat, de a XXVII. fejezet tartalmazza Darwin öröklődési elméletének (pángenezis) leírását is.

## A könyv háttere
Föld körüli utazását követően Darwin már több mint két éve dolgozott A fajok eredete című fő művén, amikor 1858. június 18-án csomagot kapott a Borneó szigetén élő Alfred Wallace-tól.
A csomag Wallace húszlapos kéziratát tartalmazta, melyben kifejtette nézeteit egy természetes fejlődési mechanizmusról, amely nagymértékben hasonlított Darwin saját elméletére. Darwin ekkor minden további késlekedés nélkül nekilátott, hogy megírja és kiadja A fajok eredetét. Ezt meg is tette, s az On the Origin of Species by Means of Natural Selection, or the Preservation of favoured races in the struggle for life (A fajok eredete természetes kiválasztás útján, vagy a létért való küzdelemben előnyhöz jutott fajták fennmaradása) 1859. november 29-én jelent meg.
Már A fajok eredete első kiadásának előszavában utalást tett arra, hogy "mennyire szükséges, hogy később a megfelelő hivatkozásokkal együtt minden olyan tényt közzétegyek, amire a következtetéseimet alapoztam; egy későbbi munkámban éppen ezt remélem megtenni."
1860. január 9-én, két nappal A fajok eredete második kiadásának megjelenése után Darwin visszatért eredeti kéziratához és folytatta az első két, a háziasítással foglalkozó fejezet kibővítését. Korábbi jegyzeteire alapozva még azon év júniusára elkészült a bevezetés és az első két fejezet, amelyek a galambok háziasításáról szóltak, és Az állatok és növények megváltozásában is helyet kaptak. Darwin azonban fárasztónak találta a könyv befejezését és naplója szerint "nagy kísértést érzett arra, hogy más, érdekesebb témákról írjon publikációt". 1861 júliusában valóban nekilátott egy másik könyvnek, amelyik 1862 májusában jelent meg, s Az orchideák megtermékenyítéséről (Fertilisation of Orchids) szólt.
Ennek ellenére nem adta fel az első könyvet sem. Saját kísérleteit csak növényeken végezte, de kiterjedt levelezésének hála rengeteg információt tudott összegyűjteni, sőt levelezőtársait még arra is rá tudta venni, hogy kísérleteket végezzenek helyette.
Elhúzódó betegsége ellenére folyamatosan haladt a könyvvel, és 1865 májusában azt írta kiadójának, John Murray-nek, hogy "a jelen könyvből 7 fejezet nyomtatásra készen áll, a többi is igen előrehaladott állapotban található, kivéve az utolsó, lezáró fejezetet" (a kiadott könyvnek 28 fejezete van).
Darwint már hosszú ideje foglalkoztatta az öröklődés témája és kidolgozott egy elméletet, amelyet pángenezis-nek nevezett. 1865 májusában barátjának, Thomas Huxley-nek elküldött egy kéziratot, amelyben kifejtette a pángenezis alapelveit, kísérőlevelében arra hivatkozott, hogy még nagyon nyers és kidolgozatlan az elmélet, de máris jelentős megkönnyebbülést nyújt, mivel számos tényt és megfigyelést megmagyaráz".
Huxley válaszában rámutatott, hogy a pángenezis elmélete számos ponton hasonlít Georges-Louis Leclerc de Buffon és a svájci Charles Bonnet természettudósok elméleteihez, ennek ellenére bátorította Darwint arra, hogy kiadja könyvét.

## Megjelenés

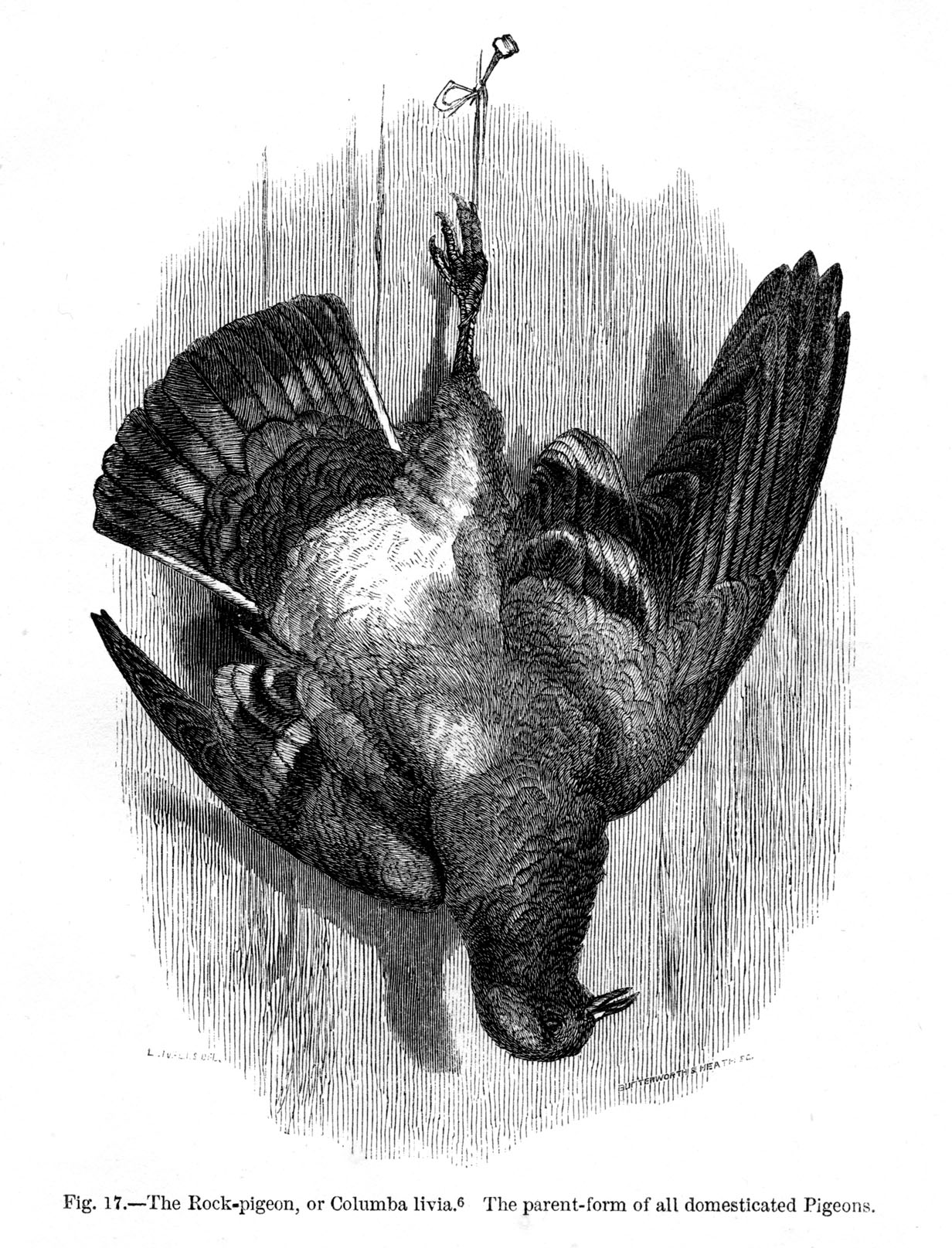
A szirti galamb (Columba livia), a háziasított galambok őse

1866 karácsonya előtt az összes fejezetet, az utolsó kivételével, elküldte a kiadónak. Januárban, amikor a nyomdából megtudta, hogy milyen vastag lesz a kétkötetes mű, levelet irt a kiadónak, amelyben azt irta: "El sem tudom mondani, mennyire sajnálom, hogy ennyire terjedelmes lett a könyvem." Később elérte, hogy az inkább technikai fejezeteket kisebb betűtípussal szedjék.
Még ebben a viszonylag késői szakaszban is Darwin bizonytalan volt, hogy vajon a könyvben hagyjon-e egy fejezetet az emberiségről. Január közepén még azt írta kiadójának, hogy "ez a fejezet feltehetően nagy figyelmet fog kiváltani és számos támadáshoz vezet, amely véleményem szerint legalább olyan jó az eladások szempontjából, mint a dicséret."
Később azonban feltehetően meggondolta magát, mivel egy héttel később az irta barátjának, Joseph Hooker-nek, hogy "elkezdtem megírni egy fejezetet az emberiségről, amihez régóta gyűjtöm az anyagokat, de túl nagyra nőtt, úgyhogy azt hiszem, inkább egy rövidebb esszébe szedve, Az emberiség eredetéről címmel publikálom majd. Ebből az "esszéből" később két könyv lett, az egyik Az ember származása és a nemi kiválasztás (1871), a másik Az érzelmek kifejezéséről embernél és állatoknál (1872).
A könyv eredeti címe Darwin szándékai szerint Domesticated Animals and Cultivated Plants, or the Principles of Variation, Inheritance, Reversion, Crossing, Interbreeding, and Selection under Domestication lett volna, de végül elfogadta a korrektorok által javasolt rövidebb címet. Májusra elérte, hogy a könyvet francia, olasz és német nyelvre is lefordítsák.
Az első példányokat 1867. március 1-jén kapta meg, és a különféle hibák felkutatásában és kijavításában nagy segítségére volt 23 éves lánya, Henrietta Emma Darwin, akinek munkájáról azt írta egy levelében, hogy "kiváló, kiváló, kiváló!". Javítás során újabb részeket írt a könyvhöz. A korrektúrával november 15-re készült el, de a megjelenés tovább húzódott, mivel William Dallas-nak még tartalomjegyzéket kellett készítenie.
Az állatok és növények megváltozása először 1868. január 30-án jelent meg, 13 évvel azután, hogy Darwin megkezdte öröklődési kísérleteit. Fáradtnak érezte magát a nagy feladat után és aggódott, hogy fogadják majd ezeket a nagy köteteket: "Ha csak egy pár oldalt olvasok, rögtön elfog a szédülés... Az ördög vinné el az egész könyvet!". Önéletrajzában úgy becsülte, 4 év és 2 hónap kemény munkája volt a könyvben.

## Tartalma

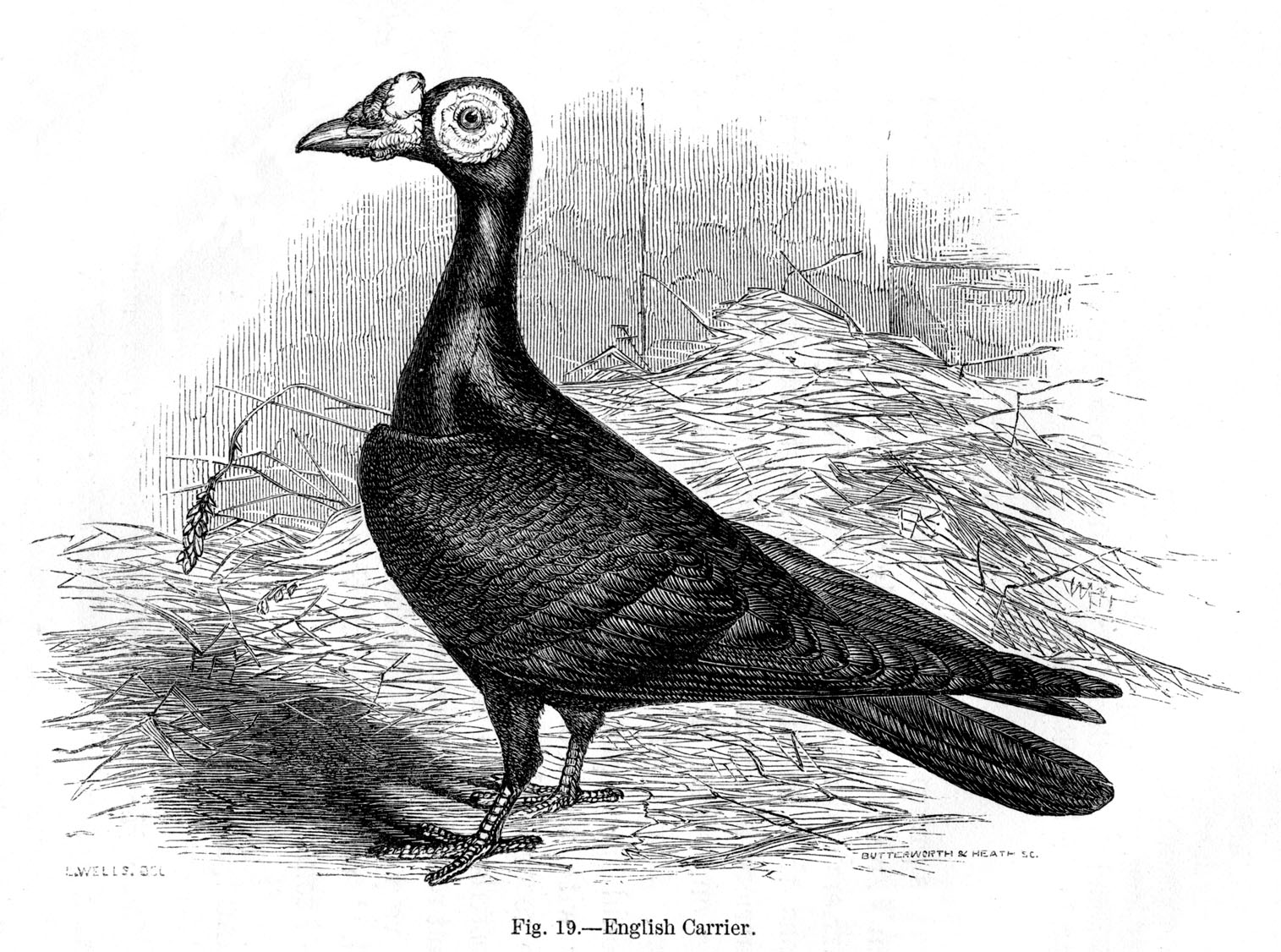
Angol postagalamb - a szabadon élő szirti galamb (Columba livia) egyik leszármazottja

A mű első kötete hosszan és részletesen foglalkozik az állatok és növények változatainak kialakulásában szerepet játszó mechanizmusokkal, beleértve az élőlények környezetét is, amely változásokat idéz elő. Darwin a kutyákkal és a macskákkal kezdte elméletének bemutatását, beleértve a házi és vadon élő kutyák közötti hasonlóságok kifejtését, illetve annak elemzését, hogyan változtak meg a kutya jellemzői a háziasítás során. Még a korabeli kutyafajtákat is megkísérelte közös ősre visszavezetni. Darwin elmélkedéseit kiterjedt mefigyelései támasztották alá, melyeket a természetes kiválasztódás és az evolúció elméletének kialakításához gyűjtött. Emellett olyan egyéb háziasított állatfajokról és növényekről is értekezik, mint a lovak, szamarak, birkák, kecskék, disznók, marhák, szárnyasok és különféle haszonnövények.
A könyv XXVII. fejezetében mutatta be Darwin öröklődésre vonatkozó elméletét, a pángenezist, melyet először 1865-ben írt le. Elmélete szerint egy élőlény minden szerve apró részecskéket termel, melyeket "gemmula" névvel illetett. A gemmulák képesek arra, hogy ugyanazt a szervet létrehozzák osztódás útján, mint amely kitermelte őket, szabadon keringnek a szervezetben és osztódással szaporodnak. Szaporodás során a gemmulákat mindkét szülő továbbadja az utódoknak, akik a gemmulák keveredésének köszönhetően mindkét szülőtől örökölhetnek tulajdonságokat. A gemmulák ezen felül több generáción keresztül is lappanghatnak az utódokban és Darwin azt is feltételezte, hogy a környezet hatásai révén a gemmulák tulajdonságai megváltozhatnak és ezt tovább is tudja örökíteni a gazdaszervezet. Darwin hitt abban, hogy ez az elmélet magyarázatot ad számos, a korabeli kutatók számára megmagyarázhatatlan problémára.

## A könyv fogadtatása

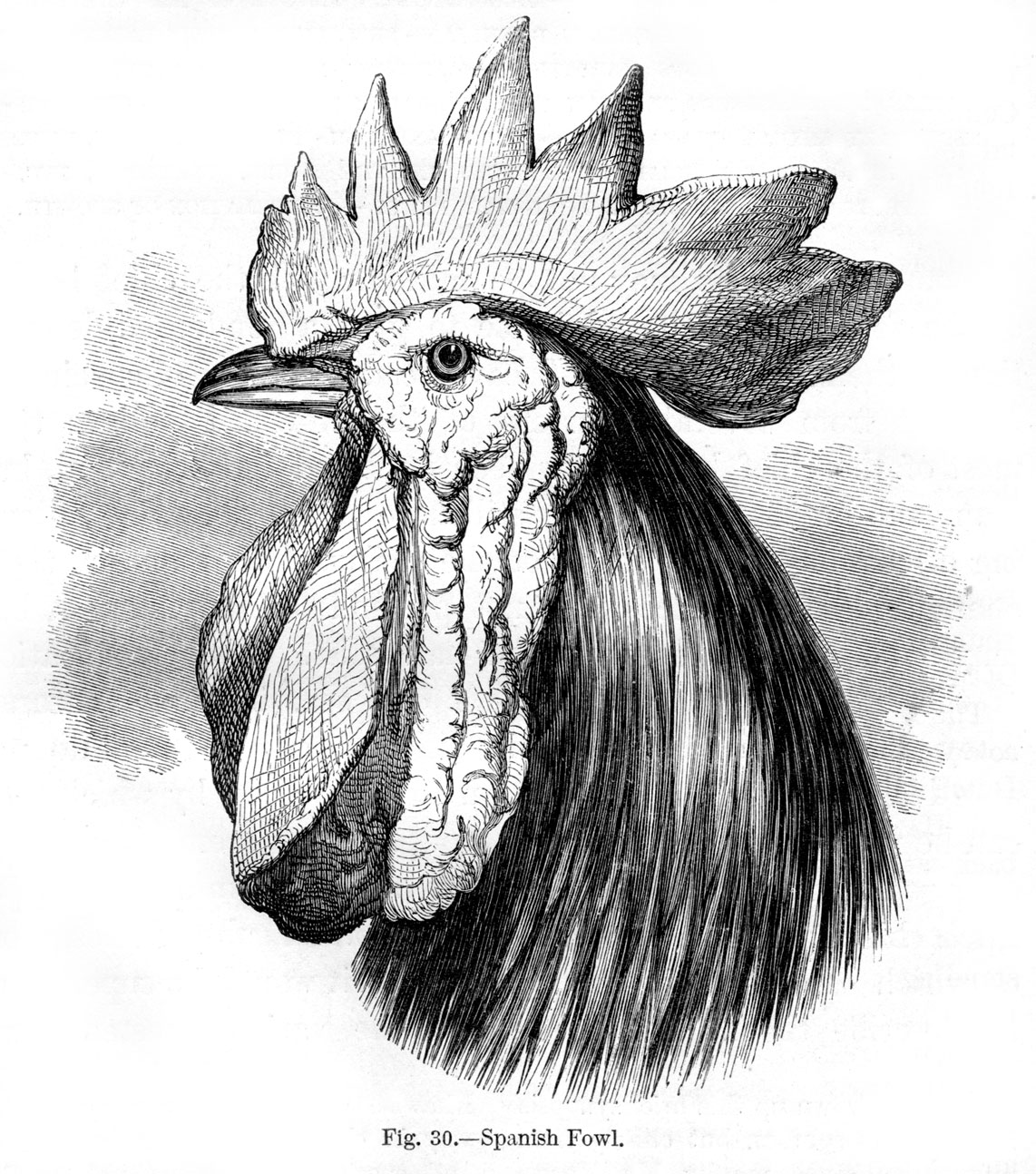
A könyv egyik illusztrációja: spanyol kakas

Darwint komolyan aggasztotta, hogy a terjedelmes művet elolvassák-e, és milyen fogadtatásban részesül új elmélete a pángenezisről. 1867 októberében, mielőtt a könyvet kiadták volna, már elküldött egy korrektúrázott példányt amerikai támogatója és barátja, Asa Gray professzor részére, akinek véleményét is kikérte: "A pángenezisről szóló fejezetet akár egy őrült álomnak is lehetne nevezni, de kíváncsi volnék, vajon Ön publikálásra érdemes álomnak tartja-e? Lelkem mélyén azt gondolom, nagy igazságokat tartalmaz." Barátjának, Joseph Hooker-nek ezt írta: "Izgatottan várom véleményét a pángenezisről!", és a német természettudós, Fritz Müller véleményét is kikérte: "A legnagyobb része, mint látni fogja, nem éppen olvasmányos; de nagyon szeretném hallani véleményét a pángenezisről."
Darwin kollégái és kortársai közül azonban kevesen osztották lelkesedését a pángenezis elmélete iránt. A könyv megjelenése után számos kritika foglalkozott Darwin művével, egy - a Pall Mall Gazette-ben megjelent - névtelen irás szerzője szerint legnagyobb erénye a "nemes nyugalom... amelyet nem zavar meg zajos agitáció".
1875-ben jelent meg a második kiadás, melyet Darwin számos helyen kiegészített és átdolgozta a pángenezisről szóló fejezetet is. Ennek ellenére ez a műve sosem vált népszerűvé, életében csak 5000 példány fogyott belőle.

## Ajánlott olvasmányok
- Bowler, Peter J.. Evolution: The History of an Idea, 3rd, University of California Press (2003). ISBN 0-520-23693-9
- Browne, E. Janet. Charles Darwin: vol. 2 The Power of Place. Jonathan Cape (2002). ISBN 0-7126-6837-3
- Darwin, Charles. On the Origin of Species by Means of Natural Selection, or the Preservation of Favoured Races in the Struggle for Life, 1st, John Murray (1859)
- Darwin, Charles. The Variation of Animals and Plants under Domestication, 1st, John Murray (1868)
- Darwin, Charles. The Variation of Animals and Plants under Domestication, 2nd, John Murray (1875)
- The life and letter of Charles Darwin, including an autobiographical chapter. (3 Volumes). John Murray (1887)
- More Letters of Charles Darwin: A record of his work in a series of hitherto unpublished letters. (2 Volumes). John Murray (1903)
- Desmond, Adrian. Darwin. Michael Joseph (1991). ISBN 0-7181-3430-3
- Olby, Robert. Origins of Mendelism, 2nd, University of Chicago Press (1985). ISBN 0-226-62591-5
- Charles Darwin's Natural Selection; being the second part of his big species book written from 1856 to 1858. Cambridge University Press (1975). ISBN 0-5212-0163-2

- Andersson, Leif (2004). „Domestic-animal genomics: deciphering the genetics of complex traits”. Nature Reviews Genetics 5, 202–212. o. DOI:10.1038/nrg1294. PMID 14970822.
- Purugganan, Michael D. (2009). „The nature of selection during plant domestication”. Nature 457, 843–848. o. DOI:10.1038/nature07895. PMID 19212403.
- Stanford, P. Kyle (2006). „Darwin’s pangenesis and the problem of unconceived alternatives”. British Journal for the Philosophy of Science 57, 121–144. o. DOI:10.1093/bjps/axi158.